# NN-241
La carretera NN‑241 es una vía departamental secundaria que recorre una parte rural del departamento de León en el occidente de Nicaragua. Conecta el empalme a San Isidro en el municipio de Malpaisillo con la comunidad de La Grecia, mejorando la movilidad agrícola y el acceso a zonas productivas. Fue inaugurada en el año 2024.

## Trazado y cruces
La siguiente tabla muestra su recorrido, localidades y principales conexiones:
| km    | Localidad                  | Departamento | Conexión / Ruta |
| ----- | -------------------------- | ------------ | --------------- |
| 0.0   | Empalme a San Isidro       | León         | NN 240          |
| 6.2   | Comunidad intermedia rural | León         |                 |
| 12.74 | La Grecia                  | León         |                 |

## Coordenadas
Uno de los tramos de la NN‑241 puede encontrarse en las coordenadas: 12°40′37″N 86°33′12″O / 12.6769, -86.5532